# Kenn

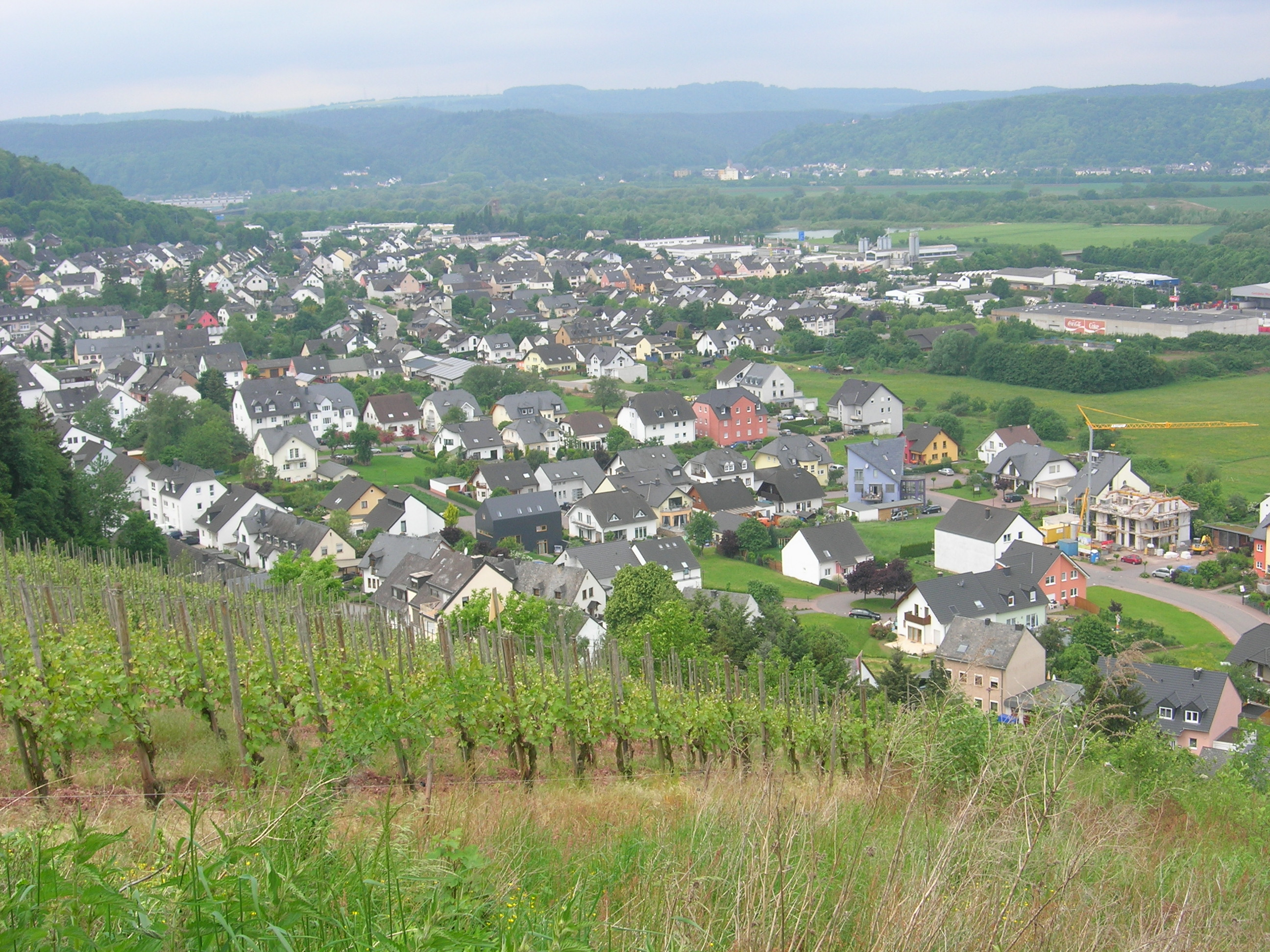
Blick auf Kenn

Kenn ist eine Ortsgemeinde nahe der Mosel im Landkreis Trier-Saarburg in Rheinland-Pfalz. Sie gehört der Verbandsgemeinde Schweich an der Römischen Weinstraße an und gilt als „Tor zur Römischen Weinstraße“.

## Geographie
Kenn liegt am rechten Ufer der Mosel, etwa sieben Kilometer nordöstlich von Trier. Geografisch gehört der Ort zur Mittelmoselregion, die durch hügelige Landschaften, Weinberge und die Nähe zur Mosel geprägt ist. Der Ort befindet sich auf einer Höhe von etwa 140 bis 300 Metern über dem Meeresspiegel. Der Kennerbach entspringt südlich des Ortes und mündet am östlichen Rand der Kenner Flur in die Mosel.

### Geologische Merkmale
Kenn liegt im Übergangsbereich zwischen dem Rheinischen Schiefergebirge und dem Moseltal, einer geologisch komplexen Region, die überwiegend von devonischen Gesteinen geprägt ist. Diese Gesteine entstanden vor etwa 400 Millionen Jahren, als das Gebiet von einem flachen Meer bedeckt war. Die Landschaft um Kenn ist durch Schiefer, Sandstein und Quarzit geprägt. Die steilen Hänge entlang der Mosel und der Ruwer bieten ideale Bedingungen für den Weinbau. Insbesondere die Schieferböden spielen dabei eine bedeutende Rolle, da sie Wärme speichern und eine gute Drainage für die Reben gewährleisten. Im Nordwesten des Ortes befindet sich die Kenner Flur, ein Naturschutzgebiet mit Auenböden im Überschwemmungsbereich, das unter anderem für seinen roten Lehm bekannt ist. Das Gebiet wird seit jeher landwirtschaftlich genutzt, während einige Abschnitte heute auch für den Kiesabbau dienen. Im Jahr 1969 wurde das Areal in die Stadt Trier eingegliedert.

### Klima
Das Klima in Kenn ist gemäßigt und durch den Einfluss der Mosel milder als in vielen anderen Teilen Deutschlands, aber mit deutlichen saisonalen Schwankungen. Die Region liegt in der Weinbauzone A, die sich durch relativ warme Sommer und milde Winter auszeichnet. Die Jahresdurchschnittstemperatur liegt bei etwa 9,7 °C, die durchschnittlichen Sommerhöchsttemperaturen erreichen 21–23 °C, während die Winter mild bleiben, mit gelegentlichen leichten Frösten.
Der Niederschlag verteilt sich relativ gleichmäßig über das Jahr, mit einem leichten Maximum in den Wintermonaten. Die jährliche Niederschlagsmenge liegt durchschnittlich bei 700 bis 800 Millimetern. Aufgrund der Hanglagen und der Sonneneinstrahlung ist die Gegend besonders günstig für den Anbau von Wein, insbesondere der Rebsorte Riesling, die für die Moselregion typisch ist.

## Geschichte
Es ist anzunehmen, dass sich bereits ab ca. 250 v. Chr. Kelten rund um das heutige Kenn niederließen. Funde in der näheren Umgebung belegen deren Existenz. Es ist jedoch unklar, ob es sich nur um einzelne kleine Gruppen handelte, die auf der Durchreise waren, oder ob dort bereits größere Stämme angesiedelt waren. Gesichert ist, dass bereits vor etwa 2.000 Jahren eine ortsähnliche Ansiedlung römischen Ursprungs auf dem Terrain des heutigen Kenn entstanden ist.
Es gibt mehrere Funde aus der Eisenzeit sowie aus der Zeit des Römischen Reiches. Eine Kopie der Statue einer römischen Quellnymphe ist auf dem Römerplatz in Kenn zu sehen, während sich das gut erhaltene Original mittlerweile im Rheinischen Landesmuseum Trier befindet.
Der Kenner Ortskern ist auf einem Areal gewachsen, das einen ehemaligen römischen Gutshof aus der Mitte des 2. Jahrhunderts umschließt. Im Zuge von Bauarbeiten wurden im Jahr 1987 auf einer Fläche von ca. 23 m × 4,40 m drei in einer Reihe angelegte Kellerräume dieses Gutshofes freigelegt, von denen der südliche Raum restauriert wurde und heute von außen besichtigt werden kann. Auch das 1764 erbaute Bauernhaus, das heute das Kenner Heimatmuseum beherbergt, wurde auf der 'Villa Urbana', so der Name des Gutshofes, errichtet.
Eine erste urkundliche Erwähnung ist auf das Jahr 893 datiert. Dort erwähnt ist der Name „Cannis“. Ein Name, der aus dem Lateinischen hergeleitet werden kann und so viel wie „Schilfufer“ bedeutet. Die Schreibweise „Kenn“ wird erst seit dem 18. Jahrhundert verwendet.
Sehr stark geprägt wurde Kenn durch die Maximiner Zeit. Obwohl sich eine urkundliche Erwähnung von 633 als Fälschung erwies, gibt es dennoch Grund zur Annahme, dass eine Schenkung ausgedehnter Grundherrschaften mit Feldern, Wäldern und Dörfern (darunter auch Cannis) an die Reichsabtei St. Maximin auf den Merowingerkönig Dagobert I. zurückzuführen ist.
Diese Episode in der Kenner Geschichte dauerte mehrere Jahrhunderte an und endete erst mit der Säkularisation, im Zuge dessen die Benediktinerabtei St. Maximin 1802 aufgehoben wurde. Bereits 1797 wurde nach dem Ersten Koalitionskrieg im Frieden von Campo Formio das gesamte linke Rheinufer, somit auch die Region um Kenn, zum französischen Staatsgebiet erklärt. Unter französischer Territorialherrschaft wurde Kenn der Mairie Longuich im Kanton Schweich zugeteilt. Das Maximiner Hofgut wurde 1812 versteigert.
Bevölkerungsentwicklung
Die Entwicklung der Einwohnerzahl von Kenn, die Werte von 1871 bis 1987 beruhen auf Volkszählungen:
| Jahr | Einwohner |
| ---- | --------- |
| 1815 | 409       |
| 1835 | 737       |
| 1871 | 808       |
| 1905 | 713       |
| 1939 | 872       |

| Jahr | Einwohner |
| ---- | --------- |
| 1950 | 960       |
| 1961 | 1.114     |
| 1970 | 1.324     |
| 1987 | 2.276     |
| 1997 | 2.503     |

| Jahr | Einwohner |
| ---- | --------- |
| 2005 | 2.535     |
| 2011 | 2.552     |
| 2017 | 2.607     |
| 2023 | 2.928     |

## Politik

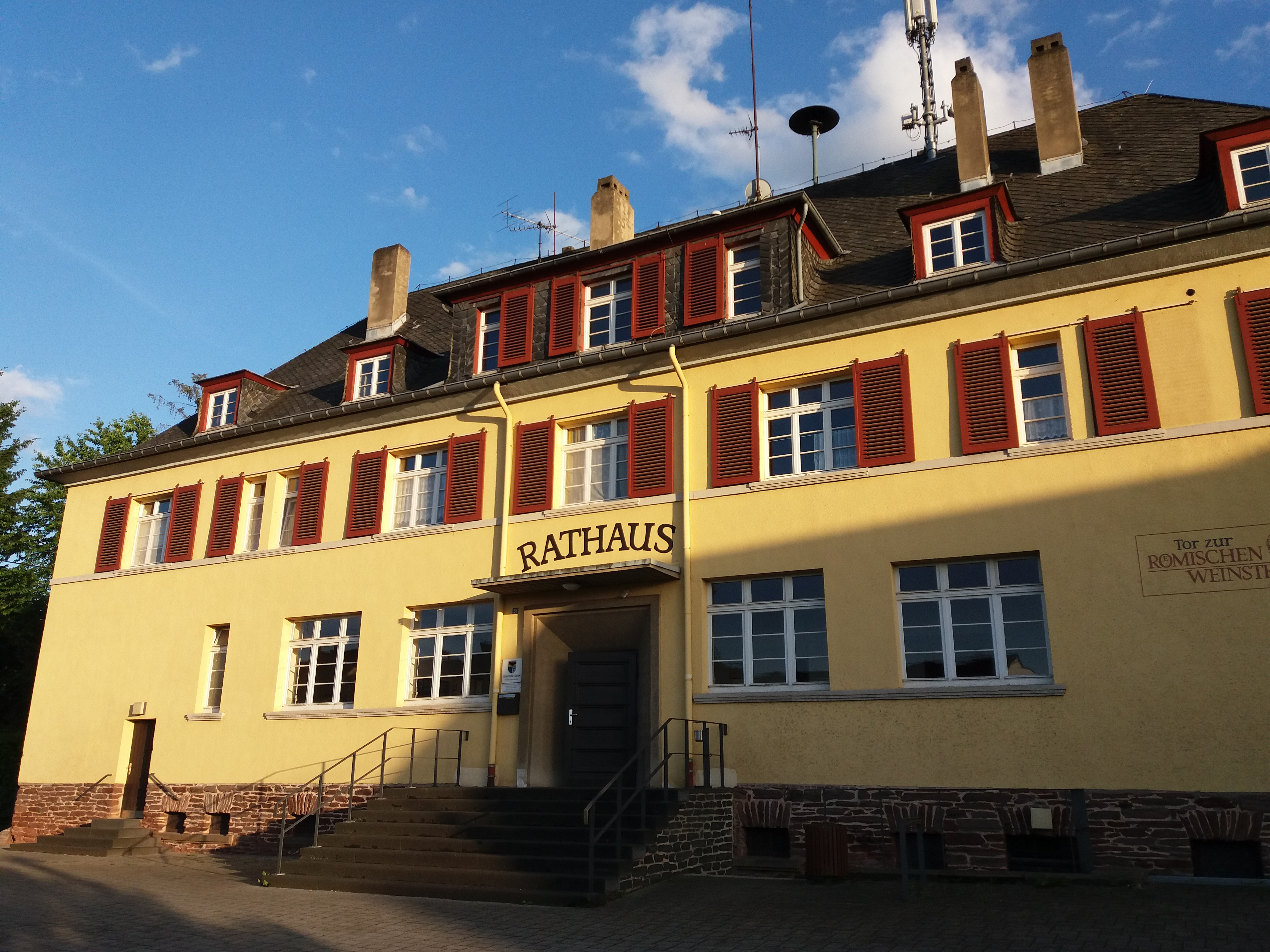
Rathaus von Kenn

### Gemeinderat
Der Gemeinderat in Kenn besteht aus 20 Ratsmitgliedern, die bei der Kommunalwahl am 9. Juni 2024 in einer personalisierten Verhältniswahl gewählt wurden, und dem ehrenamtlichen Ortsbürgermeister als Vorsitzendem.
Die Sitzverteilung im Gemeinderat:
| Wahl | SPD | CDU | FWG | Gesamt   |
| ---- | --- | --- | --- | -------- |
| 2024 | 3   | 5   | 12  | 20 Sitze |
| 2019 | 4   | 8   | 8   | 20 Sitze |
| 2014 | 4   | 9   | 7   | 20 Sitze |
| 2009 | 4   | 9   | 7   | 20 Sitze |
| 2004 | 5   | 10  | 5   | 20 Sitze |
| 1999 | 7   | 7   | 6   | 20 Sitze |

* FWG = Freie Wählergruppe Kenn 1979 e. V.

### Bürgermeister
Burkhard Apsner (FWG) wurde am 10. Juli 2023 Ortsbürgermeister von Kenn. Bei der Direktwahl am 25. Juni 2023 war er mit einem Stimmenanteil von 95,5 % gewählt worden und im Zuge der Kommunalwahlen am 9. Juni 2024 wurde er mit 88,3 % im Amt bestätigt.
Apsners Vorgänger Rainer Müller (CDU) wurde 2009 Ortsbürgermeister von Kenn, nachdem Manfred Nink (SPD) das Amt von 1996 bis 2009 ausgeübt hatte. Zuletzt bei der Direktwahl am 26. Mai 2019 wurde er mit einem Stimmenanteil von 68,44 % für weitere fünf Jahre in seinem Amt bestätigt. Da Müller sich Anfang 2023 aus persönlichen Gründen aus der Politik zurückzog und sein Ehrenamt Ende Mai vorzeitig niederlegte, wurde eine Neuwahl des Ortsbürgermeisters erforderlich.

### Wappen
| Wappen von Kenn | Blasonierung: „Das Wappen ist geteilt und in der unteren Hälfte gespalten. Oben in Gold ein doppelköpfiger schwarzer, rot bewehrter Adler mit silbernem Nimbus. Unten rechts in Blau zwei schräg gekreuzte goldene Schilfrohre mit Kolben. Unten links in Silber eine hängende grüne Weintraube mit zwei Blättern.“ |
| Wappen von Kenn | |

## Sehenswürdigkeiten

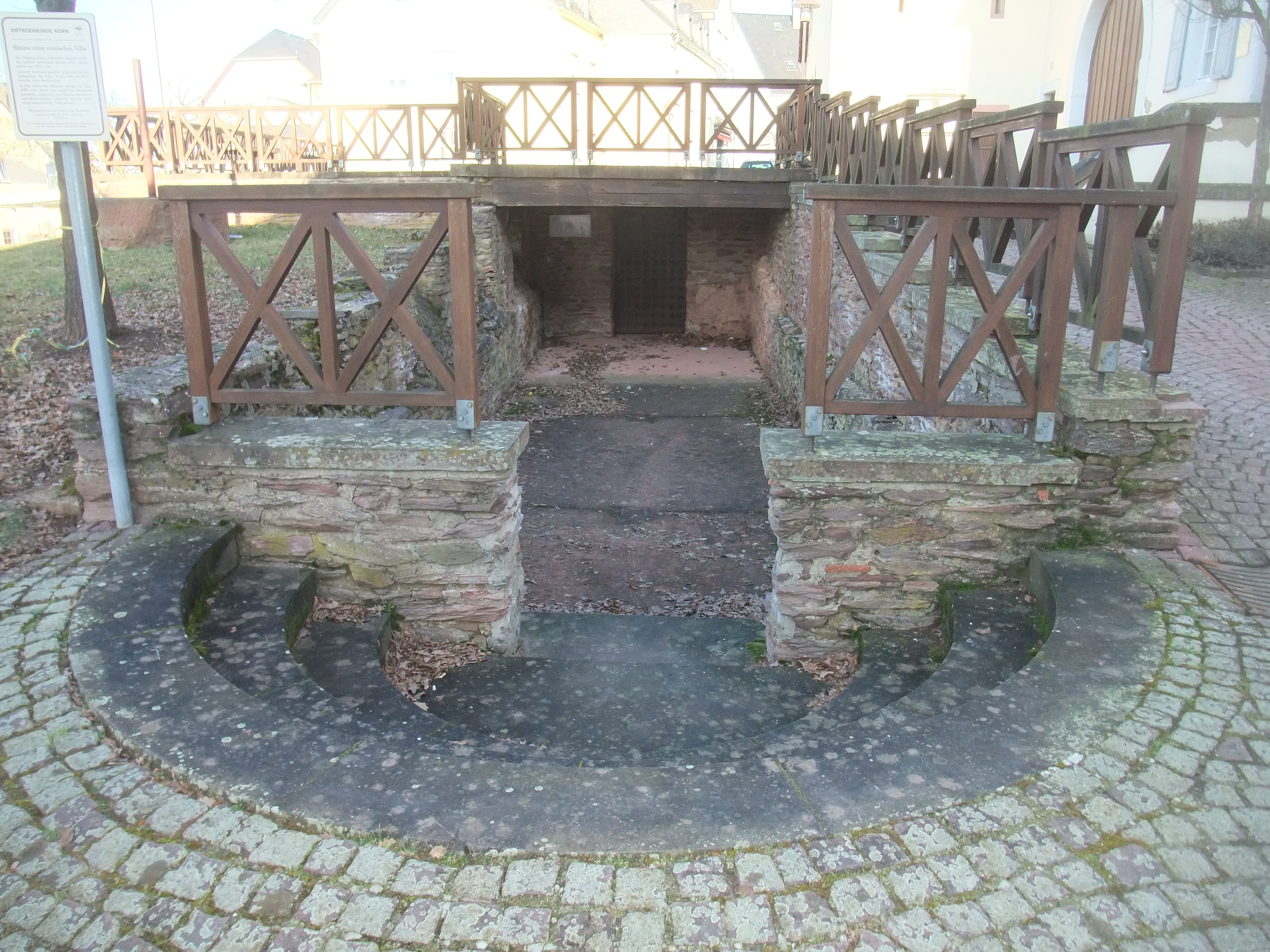
Römerkeller

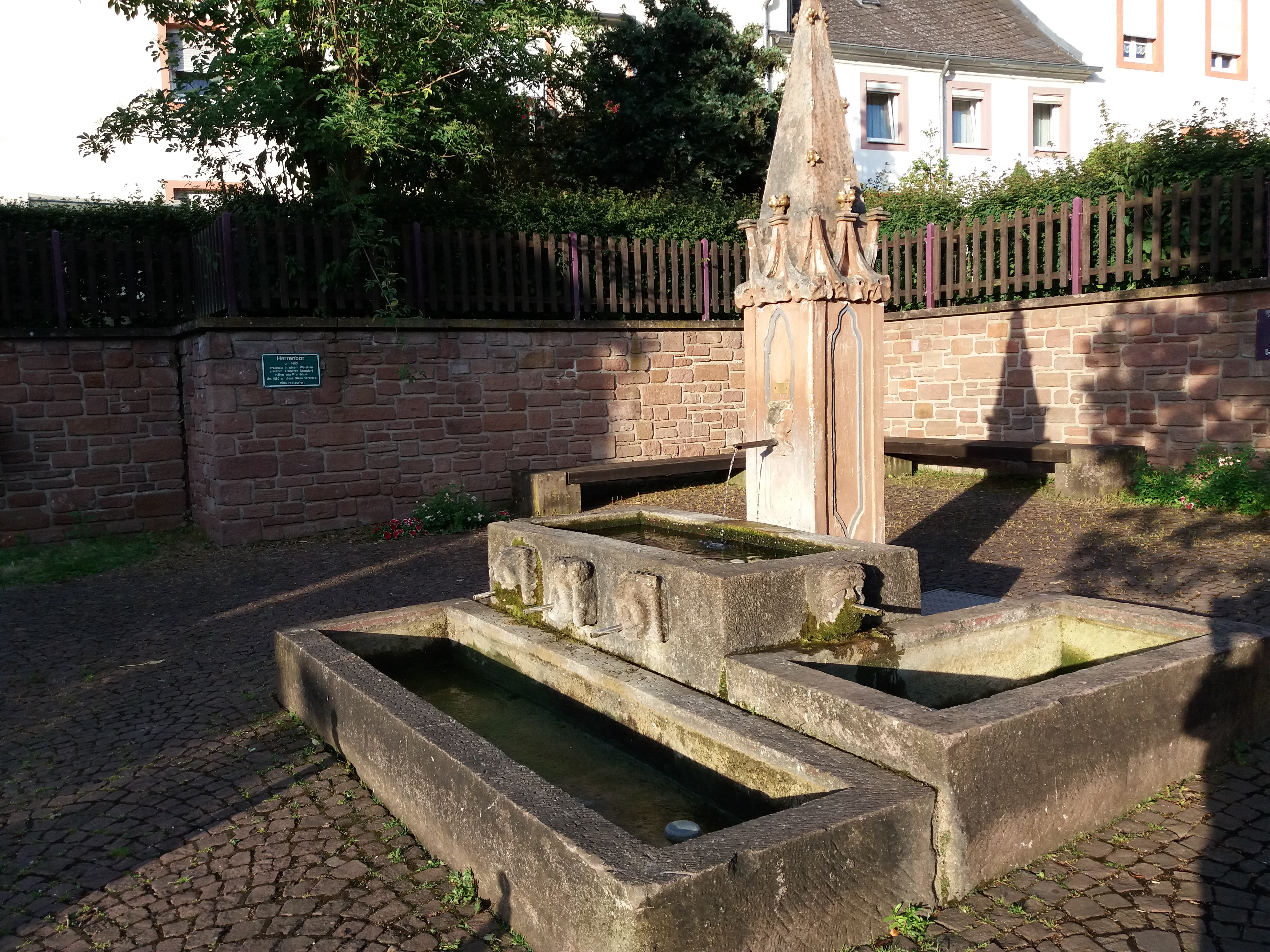
Herrenbor

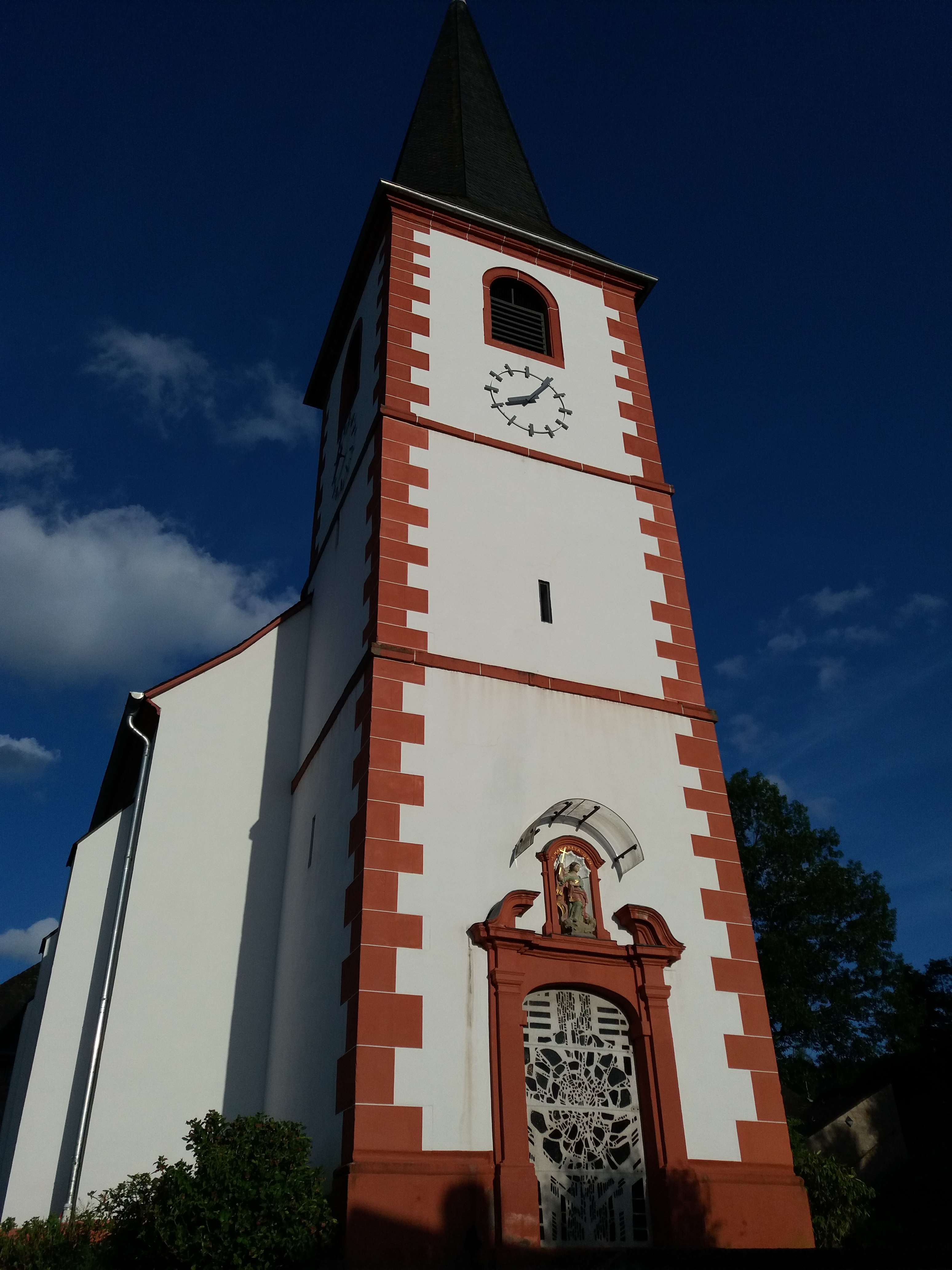
Pfarrkirche St. Margaretha

- Heimatmuseum, ein vollständig eingerichtetes Bauernhaus mit über 800 Exponaten über das einfache Leben der Landbevölkerung im 19. und 20. Jahrhundert.
- Römerkeller am Römerplatz, Teile einer römischen Villa urbana aus dem 2. Jahrhundert
- Ehemaliges Hofgut der Reichsabtei St. Maximin
- Herrenbor, der älteste erhaltene Dorfbrunnen des Landkreises, wurde um 1500 mit spätgotischen Merkmalen erbaut.
- Pfarrkirche St. Margareta[14]
- Die Kenner Ley, im Westen des Ortes, ist ein rund 60 Meter oberhalb der Mosel gelegenes Steiluferplateau, mit guter Fernsicht. Das ursprünglich unbebaute Areal wurde zwischen 1970 und 1990 in ein Wohngebiet umgewandelt.

- Unmittelbar am Moselufer liegt die Kenner Flur, ein ausgewiesenes Naturschutzgebiet an der Mosel mit dem Kenner Wasserwerk, Baujahr 1903. Es dient als Kinderstube für Vogelarten wie Haubentaucher, Uferschwalbe und Flussregenpfeifer sowie als Rastplatz während des Vogelzugs. Das Gelände kam 1969 an die Stadt Trier.

Siehe auch: Liste der Kulturdenkmäler in Kenn

## Wirtschaft und Infrastruktur
In Kenn befinden sich ein katholischer Kindergarten, eine Grundschule und eine Geschäftsstelle der Sparkasse Trier. Des Weiteren gibt es in Kenn eine Apotheke, eine Internistin, eine Tierarzt-Praxis und zwei Zahnarzt-Praxen. Zudem sind zahlreiche kleine und mittlere Unternehmen sowie Industriebetriebe in Kenn ansässig.
Das Mosel-Einkaufszentrum (MEZ) Kenn am Kenner Haus wurde 1969 eröffnet. Es liegt an der Landesstraße 145
und an der Bundesautobahn 602. Es wurde bisher betrieben von Schmidt & Breug (ab 1969), Plaza (ab 1986), Continent (ab 1990), Interspar (ab 1996), Walmart (ab 1999) und Real (ab 2007). Ende September 2021 wurde das Mosel-Einkaufszentrum geschlossen. Nach mehrjährigem Leerstand wurde 2024 öffentlich bekanntgegeben, dass der Aldi-Konzern das Gelände gekauft hat und neubeleben wird.

### Verkehr

#### Straßenverkehr
Kenn liegt an der Bundesautobahn 602 (Verteilerkreis Trier – Autobahndreieck Moseltal/Bundesautobahn 1) und an der A 64a (Kenn – Trier-Ehrang/Bundesautobahn 64). Beide sind Teil der Europastraße 44 zwischen Le Havre, Luxemburg, Trier, Koblenz und Gießen. Außerdem besteht Anschluss an die Landesstraßen 145 (Ruwer – Riol) und 151 (Hermeskeil – Trier).

#### Öffentlicher Personennahverkehr
Der ÖPNV in Kenn liegt im Tarifbereich des Verkehrsverbundes Region Trier und wird durch Busse der Moselbahn GmbH und Robert-Reisen betrieben.
| Linie | Betreiber | Linienverlauf | Takt                           |
| ----- | --------- | --- | ------------------------------ |
| 220   |           | Trier Hbf – Trier-Nord – Ruwer – Kenn – Schweich – Longuich – Longen – Mehring – Pölich – Schleich – Ensch – Thörnich – Detzem – Leiwen – Trittenheim – Neumagen-Dhron | 60 min (täglich)               |
| 221   |           | Trier Hbf – Trier-Nord – Ruwer – Kenn – Schweich – IRT Föhren – Bekond – Klüsserath – Thörnich – Köwerich – Leiwen                                                     | 60 min (Mo–Sa)                 |
| 227   |           | Waldrach – Kasel – Mertesdorf – Ruwer – Kenn – Schweich | 1× täglich (nur an Schultagen) |
| 328   |           | Thalfang – Berglicht – Heidenburg – Büdlich – Fell – Schweich – Kenn – Ruwer – Trier Hbf                                                                               | mehrmals täglich (Mo–Sa)       |

Die Busse der Linien 220 und 221 verbinden Kenn im Halbstundentakt mit dem Trierer Hauptbahnhof, wo Anschluss an die Züge in Richtung Luxemburg, Metz, Saarbrücken, Mannheim, Koblenz, Köln und Düsseldorf besteht. Die Busse der Linie 221 halten zudem am Bahnhof Schweich DB, ebenfalls mit Anschlüssen an den regionalen Zugverkehr.
Kenn liegt an der Trasse der ehemaligen Moselbahn. Im Juni 1951 fand hier an einem Bahnübergang der Eisenbahnunfall von Kenn statt.

#### Radverkehr
Durch den Ort führt der Mosel-Radweg, ein deutscher Radfernweg entlang der Mosel zwischen Perl und Koblenz. Im Westen der Gemeinde liegt die Moselbrücke Ehrang der Bundesautobahn 64a zwischen Kenn und Trier-Ehrang. Sie hat einen Fuß- und Radweg, der zum Trierer Hafen und zur Ortsmitte von Ehrang führt.

### Weinlagen
- Kenner Held
- Maximiner Hofgarten
- Bezeichnung der Großlage im Weinbaugebiet Mosel: Probstberg

## Persönlichkeiten
- Manfred Nink (* 1950), Politiker (SPD), Mitglied des deutschen Bundestages und früherer Ortsbürgermeister
- Michael Brettner (* 1975), Gitarrist, Komponist und Produzent